# Phagnalon lavranosii
Phagnalon lavranosii là một loài thực vật có hoa trong họ Cúc. Loài này được Qaiser & Lack miêu tả khoa học đầu tiên năm 1986.